# Japanese Whispers
Japanese Whispers är en samlingsskiva av den brittiska new wave-gruppen The Cure, som släpptes 1983 av skivbolaget Fiction Records.
Skivan består av singlarna "Let's Go to Bed", "The Walk" och "Lovecats" (med b-sidor) som hade givits ut mellan november 1982 och november 1983 och som blev något av en väg tillbaka för bandet. Efter den nihilistiska LP:n Pornography och en krävande turné där bandet hade upplösts och basisten Simon Gallup kommit ihop sig med Robert Smith hade denne tillsammans med Laurence "Lol" Tolhurst återupplivat bandet efter sommaren och på de tre singlar som här presenteras experimenterar man med lite olika stilar. 
"Let's Go to Bed" är kanske något av en mer genomsnittlig Cure-låt medan "The Walk" tydligt påminner om de samtida New Order och "Lovecats" är en vimsig och jazz/swing-inspirerad låt. Bandet betraktar inte denna samling som en riktig LP men skildrar dock den viktiga transportsträckan mellan albumen Pornography (1982) och The Top (1984).

## Låtlista
Alla låtar är skrivna av Robert Smith och Laurence Tolhurst om inget annat står.
1. "Let's Go to Bed"  – 3:34
2. "The Dream" (Smith) – 3:13
3. "Just One Kiss"  – 4:09
4. "The Upstairs Room"  – 3:31
5. "The Walk"  – 3:30
6. "Speak My Language"  – 2:41
7. "Lament" (Smith) – 4:20
8. "The Lovecats" (Smith) – 3:40